# Milton (Florida)
Milton település az Amerikai Egyesült Államok Florida államában, Santa Rosa megyében, melynek megyeszékhelye is. Lakosainak száma 10 197 fő (2020. április 1.).

## Népesség
A település népességének változása:

| 2010 | 8 826  |
| 2020 | 10 197 |